# 興豐里
興豐里為台灣台北市文山區轄下一里，屬興隆次分區。十五分遺址位於本里。里名興取自興福庄，豐是吉祥語。

## 沿革
本地原為霧裡薛社部落，清乾隆年間本地即有興福莊之名見史，至1887年（清光緒十三年）隸屬台北府淡水縣興福莊。
1895年（明治28年），日治時期調整行政區劃，改制為台北縣文山堡內湖庄，至1901年（明治34年），本地劃入新設立的深坑廳景尾支廳興福庄，1920年（大正9年）改制為臺北州文山郡深坑庄興福大字。
戰後，中華民國調整行政區劃，本地改制為台北縣深坑鄉興福村。1973年（民國62年）自景美區興福里獨立設置為興豐里，同年底里內析出部分設興邦里。1990年（民國79年）3月台北市行政區域全面調整，將興邦里廢止重新併入本里，改制為文山區興豐里。2010年又重新拆分為興豐、興邦兩里。

## 里界
- 東至：興隆路二段123巷與興邦里為鄰
- 西至：興隆路一段與萬有里為界
- 南至：興隆路二段與興安里、興福里為鄰
- 北至：興隆路1段137巷與萬盛里為鄰